# Ulladulla
Ulladulla är en ort i Australien. Den ligger i kommunen Shoalhaven Shire och delstaten New South Wales, i den sydöstra delen av landet, omkring 180 kilometer söder om delstatshuvudstaden Sydney.
Trakten är glest befolkad. Ulladulla är det största samhället i trakten. 
Genomsnittlig årsnederbörd är 1 488 millimeter. Den regnigaste månaden är mars, med i genomsnitt 218 mm nederbörd, och den torraste är juli, med 41 mm nederbörd.